# Ami Sugita
Ami Sugita (jap. 杉田 亜未, Sugita Ami; * 14. März 1992 in Zama) ist eine japanische Fußballspielerin.

## Karriere

### Verein
Sugita spielte in der Jugend für Kibi International University Charme. Sie begann ihre Karriere bei Iga FC Kunoichi.

### Nationalmannschaft
Sugita wurde 2014 in den Kader der japanischen Nationalmannschaft berufen und kam bei der Asienmeisterschaft der Frauen 2014 zum Einsatz. Obara absolvierte ihr erstes Länderspiel für die japanischen Nationalmannschaft am 18. Mai gegen Jordanien. Insgesamt bestritt sie sechs Länderspiele für Japan.

## Errungene Titel
- Asienmeisterschaft: 2014